# Roger Mortimer (mort en 1328)
Pour les articles homonymes, voir Roger Mortimer.
Roger Mortimer, né vers 1305 et mort avant le 27 août 1328, est un chevalier et membre de la noblesse anglaise.

## Biographie
Le père de Roger est Roger Mortimer, 3e baron de Wigmore et l'un des plus puissants barons des Marches galloises. La famille Mortimer descend d'un des compagnons anglo-normands de Guillaume le Conquérant débarqués avec lui en Angleterre en 1066. La mère de Roger, Jeanne de Geneville, est quant à elle la petite-fille et héritière des barons des Marches et d'Irlande Geoffroy de Geneville et Mahaut de Lacy. Jeanne est également la petite-nièce de Jean de Joinville, biographe du roi de France Louis IX. Roger est le troisième enfant et le deuxième fils du couple.
Bien que Roger ne soit que son deuxième fils, le couple ne néglige absolument pas son éducation. Ainsi, afin de préparer efficacement sa propre succession, le baron de Wigmore signe un contrat le 11 février 1321 dans lequel il lègue ses biens irlandais à son fils cadet Roger, à l'occasion du mariage de celui-ci avec Joan, fille du comte de Carrick. Au cours de l'été de la même année, alors que son père est entré en rébellion contre le roi Édouard II, le jeune Roger obtient de ses parents le transfert de leurs possessions irlandaises, alors qu'il n'est pas encore majeur.
Malgré son échec initial, le roi Édouard lève une armée imposante et obtient finalement en janvier 1322 la capitulation du baron de Wigmore, qui est incarcéré à la Tour de Londres. De son côté, le jeune Roger est emprisonné avec son frère aîné Edmond et les fils du comte de Hereford au château de Windsor. Pendant leur captivité, le baron de Wigmore s'évade de la Tour de Londres en août 1323 et s'embarque pour la France, d'où il lève finalement une armée en septembre 1326 pour aller renverser le roi. Édouard II ordonne le 1er octobre 1326 que ses fils Edmond, Roger et John soient transférés à la Tour de Londres, mais la prise de la capitale par les rebelles quelques semaines plus tard conduit à leur libération dès le 16 octobre.
Le 1er février 1327, au cours du couronnement du roi Édouard III que le baron Mortimer peut encore contrôler au vu de son jeune âge, Roger et ses frères sont vêtus comme des comtes de la pairie du royaume et sont formellement adoubés par le nouveau monarque. Pendant les trois années qui suivent, le baron de Wigmore gouverne réellement l'Angleterre au nom du roi et en profite pour attribuer de nombreux honneurs à ses proches. Son fils cadet Roger étant veuf depuis quelque temps, il saisit l'occasion de le remarier avec Marie de Châtillon-Saint-Pol, veuve du comte de Pembroke. Le 3 septembre 1327, Édouard III donne son agrément au mariage, mais le jeune Roger meurt prématurément avant le 27 août de l'année suivante, date à laquelle ses possessions irlandaises sont remises à son frère John.